# Adobe After Effects
Adobe After Effects is een computerprogramma van Adobe dat wordt gebruikt voor het toevoegen of genereren van effecten voor film-, videoproducties en Instagram-edits in de postproductie.
Het programma werd bedacht door Company of Science and Art, een bedrijf uit de Amerikaanse stad Providence. De eerste versie kwam uit in januari 1993. Na enkele overnames kreeg Adobe het programma in 1994 in handen, waarna het in oktober 1995 zelf een nieuwe versie uitbracht. De recentste versie van het programma is CC 2019 (offline) en de Creative Cloud-versie (16.1.1).

## Beschrijving
After Effects wordt in de film- en televisie-industrie gebruikt om special effects, titels en andere objecten aan beeldmateriaal toe te voegen. Alhoewel het mogelijk is, wordt het pure monteren en knippen van beeldmateriaal meestal gedaan in een ander programma.
After Effects maakt net als het Adobe-programma Photoshop gebruik van een "lagensysteem" in combinatie met een tijdlijn. Elke laag bestaat uit beeldmateriaal of effecten. De positie van deze effecten kan exact worden vastgesteld per laag. Zo kan met "keyframes" een effect per frame gepositioneerd en ingesteld worden. De tijdlijn geeft deze instellingen chronologisch weer.
De bediening van het programma werkt voornamelijk via drie panelen, het "Composition"-paneel, het "Project"-paneel en het "Timeline"-paneel (oftewel de tijdlijn waarover eerder werd gesproken). Beeldmateriaal en effecten van buiten het programma zelf worden geïmporteerd in het programma via het "Project"-paneel. Vanuit het "Project"-paneel kan het gewenste beeldmateriaal naar de tijdlijn gesleept worden, waarna er daar effecten aan toegevoegd kunnen worden. Op het "Composition"-paneel wordt weergegeven hoe het beeldmateriaal op de tijdlijn eruitziet, in zijn geheel of per laag.

## Toepassing
Adobe After Effects wordt gebruikt om effecten voor beeldmateriaal te genereren of toe te voegen. Zo kunnen 3D-beelden uit een 3D-computerprogramma in After Effects gemengd worden met ander beeldmateriaal. Een voorbeeld: een vliegtuig dat in de lucht in tweeën breekt waarna de brokstukken naar beneden komen, worden in het 3D-programma geanimeerd met een blauwe of groene achtergrond. Tegelijkertijd wordt er vanaf de grond beeldmateriaal geschoten van ooggetuigen die de ramp zien gebeuren. In After Effects kan door de optie chromakey te gebruiken de kleur blauw of groen doorzichtig gemaakt worden. Op die manier kan de animatie en het geschoten beeldmateriaal gemengd worden. In Adobe After Effects kunnen daarnaast ook zelf effecten gegenereerd worden; concrete voorbeelden hiervan zijn het toevoegen van lichtgevende lichtzwaarden aan beeldmateriaal, of het toevoegen van een geanimeerde titel. Door de jaren heen zijn vele invoegtoepassingen (plug-ins) ontworpen waardoor steeds meer effecten beschikbaar gekomen zijn binnen het programma zelf.

## Plug-ins
Adobe After Effects ondersteunt plug-ins; er zijn zeer veel thirdpartyplug-ins verkrijgbaar, zoals realistische effecten als regen, sneeuw, vuur, lightsabers, optical flares, enz. Veel van deze effecten zijn gratis te downloaden.
Naast 3D-effecten zijn er ook plug-ins voor het maken van een video die lijkt op een tekenfilm of een echte film, gesimuleerd vuur, rook of water, de 3D-bewegingen van een camera berekenen in een 2D-videoshot, het verwijderen van ruis en flikkeringen, het converteren van tijdlijnen naar FCP of Avid etc.

## Versiegeschiedenis
| Provider | Datum             | Versie              | Codenaam       | Belangrijkste aanpassingen |
| -------- | ----------------- | ------------------- | -------------- | --- |
| CoSA     | januari 1993      | 1.0                 | Egg            | Gelaagde compositie met masker, effecten, transformering en keyframes: alleen met Mac.                                                                                             |
| CoSA     | mei 1993          | 1.1                 |                | Meer effecten. |
| Aldus    | januari 1994      | 2.0                 | Teriyaki       | Tijd-lay-outvenster, multi-machine rendering. |
| Adobe    | oktober 1995      | 3.0                 | Nimchow        | Hulp met de keyframes, meerdere effecten per laag, bewegingsscanner, berekenen van bewegingen, eerste Japanse versie, laagtransformatie, ondersteuning voor niet-vierkante pixels. |
| Adobe    | april 1996        | 3.1                 |                | Meerdere bestandsformaten, multiprocessing, geavanceerd keying, wiggler, motion sketch, betere smoothing; de laatste Mac 680x0-versie.                                             |
| Adobe    | mei 1997          | 3.1 (Windows 95/NT) | Dancing Monkey | Eerste Windows-versie, contextuele menu's, eerste Franse en Duitse versie. |
| Adobe    | januari 1999      | 4.0                 | Bebeer         | Meerdere tabvensters, geluidseffecten, transformeringseffecten, RAM-voorbeelden, g, eerste versie die op Windows en Mac OS tegelijk uitkomt.                                       |
| Adobe    | 7 januari 2002    | 5.5                 | Fauxfu         | Geavanceerde 3D-rendering, meerdere 3D-perspectieven, import van cameradata, gekleurde schaduwen, geavanceerde lichten, RealMedia-output, eerste Mac OS X-versie.                  |
| Adobe    | januari 2006      | 7.0                 | Clamchop       | Ondersteuning voor Adobe Bridge, kleurbeheer, autosave, Photoshopbestand maken, eerste Spaanse en Italiaanse versie.                                                               |
| Adobe    | 2 juli 2007       | CS3 (8.0)           | Metaloaf       | Gelijktijdige multiframe rendering, volledig kleurbeheer; eerste Universele Binaire Intel Mac-versie.                                                                              |
| Adobe    | 22 februari 2008  | CS3 (8.0.2)         | Metaloaf       | Ondersteuning voor Panasonic P2; laatste Mac PowerPC-versie. |
| Adobe    | 23 september 2008 | CS4 (9.0)           | Chinchillada   | QuickSearch in het project en de tijdlijn, mini-flowchart, rechtstreekse PSD 3D layer import, Imagineer Mocha gebundeld, cartoon effect, XFL export, XML-export, XMP-metadata.     |
| Adobe    | 10 december 2008  | CS4 (9.0.1)         | Chinchidotta   | Ondersteuning voor het bestandsformaat RED R3D (via REDCODE 1.3-plug-in). |